# Gabriël Kindt

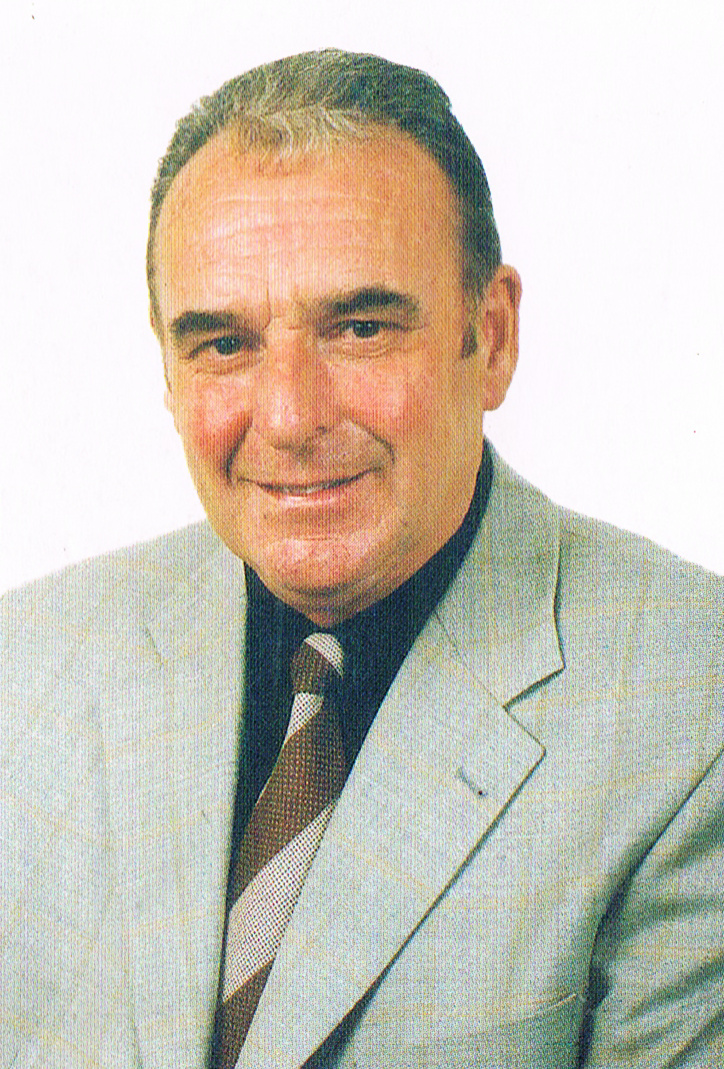

Gabriël Karel Victor Kindt (Roeselare, 2 april 1943) is een voormalig Belgisch CD&V-politicus uit Lichtervelde (West-Vlaanderen) en zaakvoerder van het pluimveebedrijf Livelki in de Kleine Zwevezelestraat.
Gabriël Kindt was gemeenteraadslid van de gemeente Lichtervelde van 1977 tot 2000 en burgemeester van 1983 tot eind 2000, om van 2001 tot 2006 bestendig afgevaardigde bevoegd voor landbouw te worden van de provincie West-Vlaanderen. In de provinciale raad van West-Vlaanderen zetelde hij van 1971 tot 2006. 
Hij is de vader van de Vlaamse volksvertegenwoordiger Els Kindt, die sinds 2012 in de Vlaamse Raad zetelt.